# Герої козацької доби (серія монет)
Герої козацької доби — серія ювілейних та пам'ятних монет, започаткована Національним банком України у 1997 році. 

## Монети в серії
Станом на 2024 рік серія налічує 21 монету (18 срібних монет та 3 нейзильберових).
У серію включені такі монети:
| тип             | найменування                                          | метал      | номінал, гривень | дата введення в обіг |
| --------------- | ----------------------------------------------------- | ---------- | ---------------- | -------------------- |
| Пам'ятна монета | «Козак Мамай»                                         | срібло     | 20               | 23 липня 1997        |
| Пам'ятна монета | «Северин Наливайко»                                   | срібло     | 20               | 26 січня 1998        |
| Ювілейна монета | «Визвольна війна середини XVII століття»              | срібло     | 20               | 25 червня 1998       |
| Пам'ятна монета | «Дмитро Вишневецький (БАЙДА)»                         | срібло     | 10               | 31 березня 1999      |
| Пам'ятна монета | «Петро Дорошенко»                                     | срібло     | 10               | 7 вересня 1999       |
| Пам'ятна монета | «Петро Сагайдачний»                                   | срібло     | 10               | 6 березня 2000       |
| Пам'ятна монета | «Іван Мазепа»                                         | срібло     | 10               | 20 лютого 2001       |
| Пам'ятна монета | «Іван Сірко»                                          | срібло     | 10               | 26 лютого 2002       |
| Пам'ятна монета | «Пилип Орлик»                                         | срібло     | 10               | 30 травня 2002       |
| Ювілейна монета | «350-річчя битви під Батогом»                         | нейзильбер | 5                | 22 серпня 2002       |
| Пам'ятна монета | «Павло Полуботок»                                     | срібло     | 10               | 29 січня 2003        |
| Пам'ятна монета | «Кирило Розумовський»                                 | срібло     | 10               | 27 листопада 2003    |
| Ювілейна монета | «350-річчя Переяславської козацької ради 1654 року»   | срібло     | 10               | 5 січня 2004         |
| Ювілейна монета | «500 років козацьким поселенням. Кальміуська паланка» | нейзильбер | 5                | 23 грудня 2005       |
| Пам'ятна монета | «Іван Богун»                                          | срібло     | 10               | 6 вересня 2007       |
| Ювілейна монета | «350-річчя Конотопської битви»                        | срібло     | 10               | 19 червня 2009       |
| Пам'ятна монета | «Гетьман Данило Апостол»                              | срібло     | 10               | 29 листопада 2010    |
| Пам'ятна монета | «Петро Калнишевський»                                 | срібло     | 10               | 29 березня 2012      |
| Пам'ятна монета | Богдан Хмельницький                                   | срібло     | 10               | 24 грудня 2015 року  |
| Пам'ятна монета | Самійло Величко                                       | срібло     | 10               | 01 грудня 2020 року  |

Ювілейна монета «Хотинська битва 1621 рік»
(нейзільбер), номінал 5 грн.,
Введена в обіг з 29.10.2021

## Срібні монети (реверс)

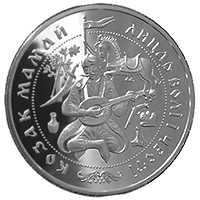
«Козак Мамай»
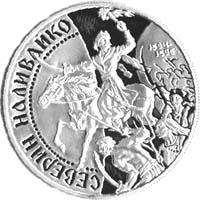
«Северин Наливайко»
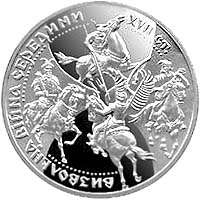
«Визвольна війна середини XVII століття»
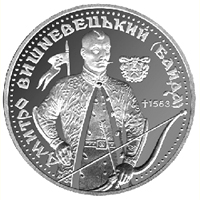
«Дмитро Вишневецький (БАЙДА)»
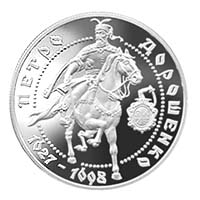
«Петро Дорошенко»
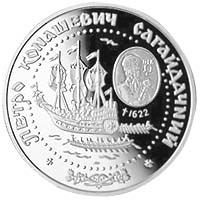
«Петро Сагайдачний»
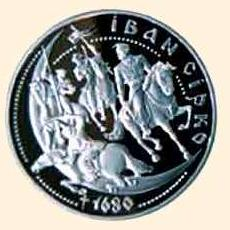
«Іван Сірко»
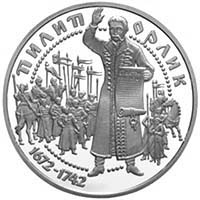
«Пилип Орлик»
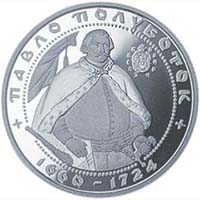
«Павло Полуботок»
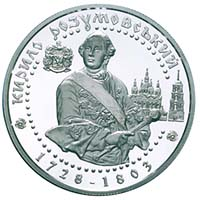
«Кирило Розумовський»
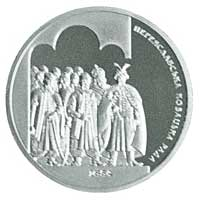
«350-річчя Переяславської козацької ради 1654 року»
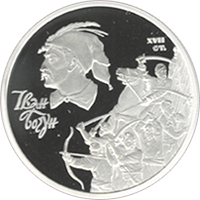
«Іван Богун»
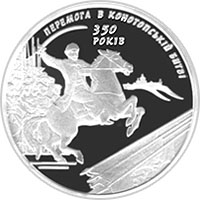
«350-річчя Конотопської битви»
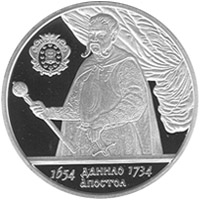
«Гетьман Данило Апостол»
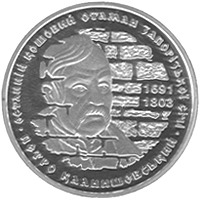
«Петро Калнишевський»

## Нейзильберовімонети (реверс)

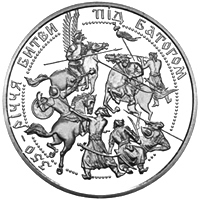
«350-річчя битви під Батогом»
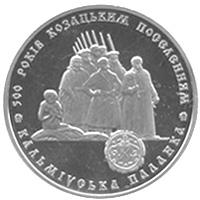
«500 років козацьким поселенням. Кальміуська паланка»